# 喜久田町坪沢
喜久田町坪沢（きくたまち つぼさわ）は、福島県郡山市の町丁である。郵便番号は963-0544。

## 地理
郡山市北部の喜久田地区に属する。北で喜久田町原、喜久田町前田沢、東で喜久田町赤坂、南で喜久田町前田沢、南西で喜久田町堀之内、西で喜久田町前田沢とそれぞれ隣接する。喜久田前田沢中央部より分離新設された地区の一つであり、一級水系阿武隈川水系五百川右岸支流前ノ川右岸流域の平地を主な範囲とする。西側より一、二丁目、東側に南から三、四丁目が設置されている。全体が平地で占められ水田が広がり、福島県道296号荒井郡山線沿いを中心に民家が点在する。喜久田町堀之内に所在する郡山北警察署喜久田駐在所、および喜久田町卸に所在する郡山消防署喜久田基幹分署がそれぞれ管轄にあたる。

### 河川・湖沼
一級水系阿武隈川水系
- 前ノ川（五百川支流）

## 世帯数と人口
2024年1月1日現在の世帯数と人口は以下の通りである。
| 大字         | 世帯数 | 人口 |
| ------------ | ------ | ---- |
| 喜久田町坪沢 | 35世帯 | 84人 |

## 小・中学校の学区
市立小・中学校に通う場合、学区は以下の通りとなる。
| 番地 | 小学校               | 中学校               |
| ---- | -------------------- | -------------------- |
| 全域 | 郡山市立喜久田小学校 | 郡山市立喜久田中学校 |

## 交通

### 道路
- 東北自動車道・磐越自動車道
  - 郡山ジャンクション（西端部の一部のみ）
- 福島県道296号荒井郡山線